# 火红乡
火红乡，是中华人民共和国云南省曲靖市会泽县下辖的一个乡镇级行政单位。

## 行政区划
火红乡下辖以下地区：
桥边村、臭水村、柴山村、勺冲角村、冬瓜林村、岩脚村、冒沙井村、阿拉米村、滴水岩村、田湾村、罗布邑村、三甲村、湾子村、许家院村、耳子山村、龙树村、泥黑村和格枝村。